# Станислав Конђолка
Станислав Конђолка (пољ. Stanisław Kądziołka; Закопане, 22. јануар 1902 — Закопане, 8. новембар 1971) је био пољски војник и скијаш.
Конђолка је рођен у Закопану где је и умро. Био је члан националног олимпијског тима војне патроле на Зимским олимпијским играма 1924. Те године пољски тим је одустао због лоших временских услова.